# Festival Internacional de Cinema Fantàstic d'Elx
El Festival Internacional de Cinema Fantàstic d'Elx – FANTAELX és un esdeveniment cultural de caràcter internacional que se celebra des de 2013 anualment a la ciutat d'Elx, (Baix Vinalopó) on s'exposen curtmetratges, llargmetratges i cicles de conferències. Les projeccions s'exhibeixen al Centre de Congressos "Ciutat d'Elx", on també es realitzen activitats paral·leles.
Aquest esdeveniment desenvolupa activitats com a col·loquis en diverses disciplines, un concurs internacional de curtmetratges de gènere fantàstic obert a tots els països, exposició de conferències per experts en temàtica fantàstica, homenatges a professionals del mitjà o projeccions gratuïtes.
El Festival Internacional de Cinema Fantàstic d'Elx - FANTAELX va nàixer sota la direcció del cineasta Fran Mateu, amb el suport de l'Ajuntament d'Elx i altres entitats com la Universitat Miguel Hernández d'Elx.